# 印度棱鼻树蛙
印度棱鼻树蛙（学名：Nasutixalus jerdonii）也称杰氏棱鼻树蛙，分布于印度东北部、缅甸北部及不丹等地区的两栖动物，隶属于树蛙科棱鼻树蛙属。
本种最初隶属于泛树蛙属（Polypedates），之后有研究人员先后将其归入树蛙属（Rhacophorus）和小树蛙属（Philautus）。2016年印度研究人员根据本种发表了新属弗树蛙属（Frankixalus），然而经过分子和形态比较，该属与同年稍早中国大陆研究人员建立的新属棱鼻树蛙属（Nasutixalus）是同一个属，弗树蛙属应为棱鼻树蛙属的次订同物异名。

## 保护
本种于2023年被收录入《有重要生态、科学、社会价值的陆生野生动物名录》。